# Cal Tomàs Bergadà
Cal Tomàs Bergadà, o l'Edifici del raval de Martí Folguera, 31, és un habitatge del municipi de Reus (Baix Camp) inclòs en l'Inventari del Patrimoni Arquitectònic de Catalunya com a Bé Cultural d'Interès Local.

## Descripció
És una casa de planta baixa i dos pisos. Allò més característic d'aquest edifici és el mural ceràmic existent entre les portes balconeres del primer pis. La ceràmica està formada per 45 peces (9x5) que representa l'aparició de la Mare de Déu de Misericòrdia a la Pastoreta, Isabel Besora, tota envoltada aquesta ceràmica, pels costats i sobretot per la part superior, amb esgrafiats formant columnes laterals, capitells, frontispici, flors i àngels, que configuren una mena d'altar. Al primer pis hi ha un balcó corregut al llarg de la façana i amb una barana de ferro formant dibuixos ondulats, subjectada per dues brèndoles amb les àligues austriacistes, habituals a les balconades del segle XVIII. Al pis superior, hi ha dos balcons i una finestra central.

## Història
En aquesta casa, de la que n'era propietari, hi tenia l'acadèmia de pintura i dibuix el pintor Tomàs Bergadà. Cap al 1936 va refer la façana, hi va posar el mosaic de majòliques que representa l'aparició de la Verge de Misericòrdia, i ell mateix va dissenyar els esgrafiats.
D'aquesta casa avui només en queda la façana, i actualment no està habitada. La casa, que era d'un volum i una alçada menor en aquest tram de raval, es va sacrificar per convertir la planta baixa en un pas d'entrada cap al barri del Carme. Comunica el raval de Martí Folguera amb el carrer de sant Antoni i tot el barri del Carme.